# Johann Friedrich Camerer
 Johann Friedrich Camerer (* 1720 in Oettingen, im Landkreis Donau-Ries; † 6. November 1792 in Hadersleben) war ein deutscher Dramatiker, Jurist, Gerichtsoffizier, Volkskundler und ein archäologischer Pionier des 18. Jahrhunderts. Er besuchte Museen, widmete sich der Literatur und schrieb Tragödien, Reden und selbstkritische Bücher und Abhandlungen. Er ist wahrscheinlich der Verfasser des Werkes Der Fall Struensee.

## Leben
Camerer wurde 1720 in Oettingen (Schwaben) geboren, studierte in Göttingen und war Ehrenmitglied der Göttingischen Deutschen Gesellschaft und „öffentlicher Hofmeister“ am Collegium Carolini. Durch seine Tätigkeit am Collegium Carolini war er mit Johann Arnold Ebert und Karl Christian Gärtner befreundet, die zum Freundeskreis von Friedrich Gottlieb Klopstock zählten und ihn mit diesem bekannt machten. Später war Camerer Kriegs-Assessor, Korrespondent der königlichen Großbritannischen Gesellschaft der Wissenschaften zu Göttingen, Flensburg und Leipzig. 1751 wurde er zum korrespondierenden Mitglied der Akademie der Wissenschaften zu Göttingen gewählt. 1752 wurde er Auditor und Gerichtsoffizier beim Königlich-Dänischen Leibregiment Dragoner unter Conrad Wilhelm von Ahlefeldt und 1761 Kriegsrat in Hadersleben. Er starb am 6. November 1792 in Hadersleben.

## Wirken als Archäologe

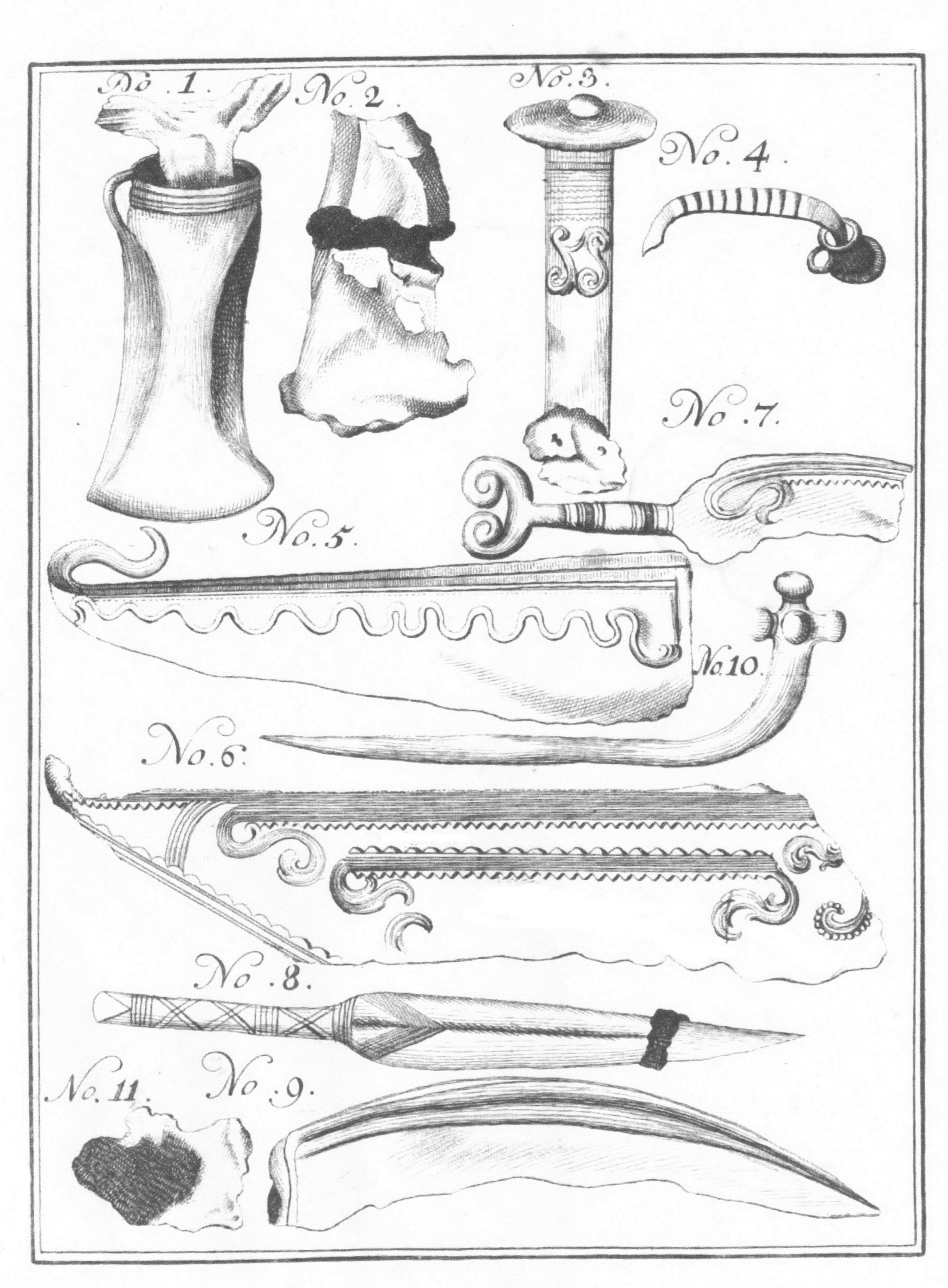
Camerers Zeichnung von Funden von der Insel Sylt und in der Nähe von Schuby

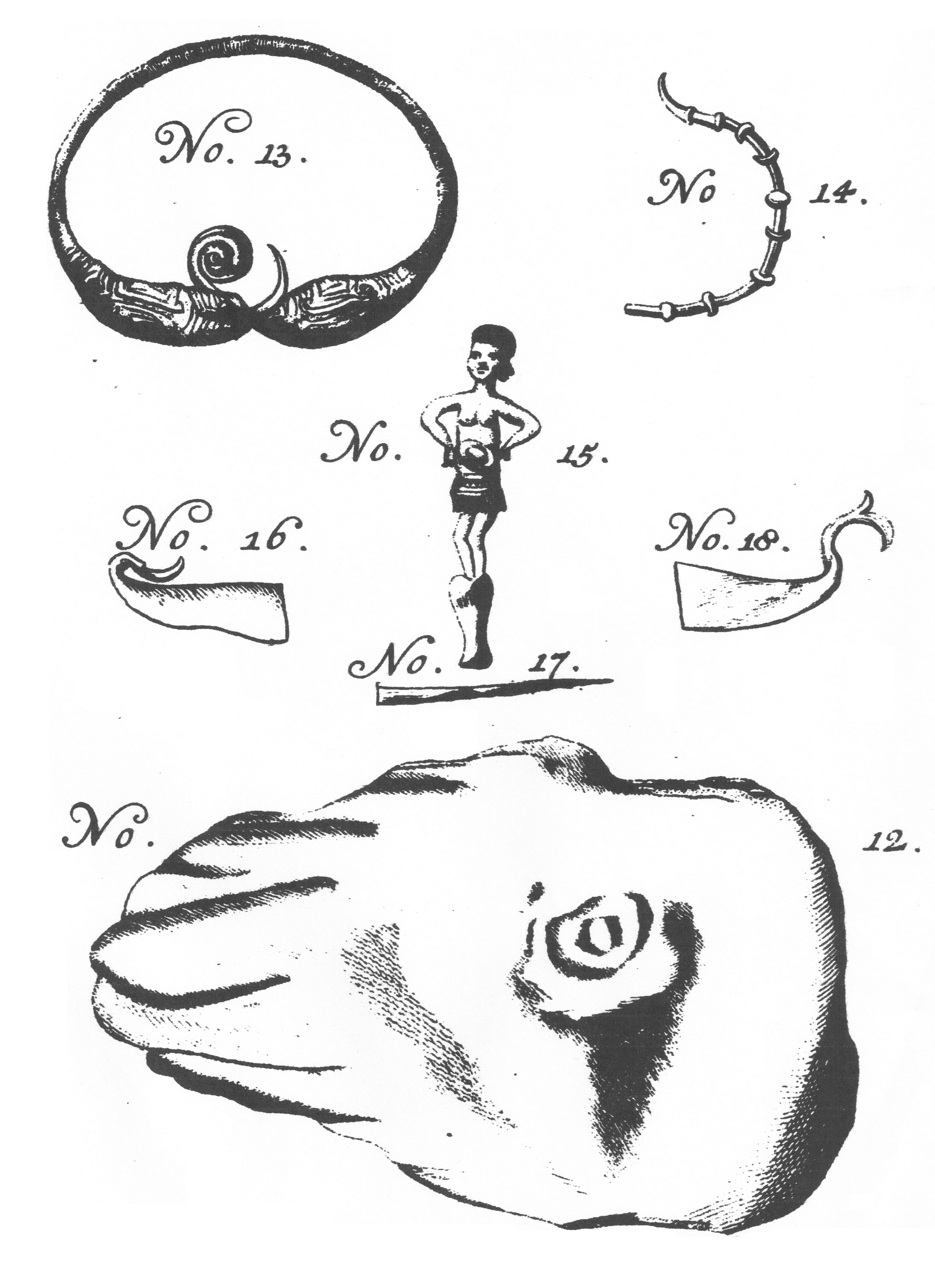
Angefertigt für Professor Seidler aus Braunschweig

Besonders interessierten ihn die schleswig-holsteinische Westküste und die Insel Sylt mit ihren großen Hünengräbern. Mit der Zeit lernte er Akademiker aus diesem Gebiet kennen, mit denen er sein Interesse teilte. In Tondern traf er auf den Arzt Christian Fabricius, der Ausgrabungsgegenstände sammelte. Camerer begleitete ihn bei seinen Ausgrabungen und untersuchte mit ihm zusammen den Fundort der Goldhörner von Gallehus. 1752 besuchten sie die Insel Sylt, die zu damaliger Zeit mit Hünengräbern aus der Bronzezeit übersät war, und sicherten diverse Fundstücke vor Raub und Vernichtung. Nachdem er wieder nach Tondern zurückgekehrt war, erhielt er eine Grabungsgenehmigung vom dortigen Amtmann Ulrich Adolph von Holstein und untersuchte die Grabhügel und Hünengräber bei Årøsund, Arrild, Schuby und entlang des Ochsenweges und später auch die Hünengräber bei Ostenfeld, Husum und auf Sylt.
Durch seine Ausgrabungen bestärkt, vertrat er die Auffassung, die Gräber zu schützen, da vielerorts Hünengräber und Grabhügel durch Grabräuber gefährdet waren. Diese plünderten die alten Gräber und zerstörten entweder die gefundenen Gegenstände, schmolzen sie ein oder schafften sie über den Seeweg illegal ins Ausland. In Holstein kam noch ein anderes Problem dazu: die immer intensivere Nutzung der Landwirtschaft. So wurden Gräber wie die Grabhügel bei Hemdingen und das Gräberfeld von Langeln durch profitgierige Grundbesitzer zerstört oder überpflügt. Einer von diesen war auch Georg Christian Otte (1702–1778), erster Bürgermeister von Schleswig und Leiter der Otteschen Unternehmungen in Schleswig. Er besaß in der Nähe von Selk ein großes Landgebiet, auf dem er vorhatte, einen großen Gutshof zu bauen, und ließ die Hünengräber, die ihm für den Bau des Gutshofs im Weg standen, rücksichtslos entfernen. Diese Entwicklung wurde auch durch die von der aufgeklärten dänischen Regierung mit dem Ziel einer besseren Bewirtschaftung des Landes durchgeführten Verkoppelung gefördert. Camerer stellte sich dieser Zerstörung entgegen und warb für die Erhaltung der Hünengräber, damit der Nachwelt nicht alle geschichtlichen Andenken verloren gingen.
In den Jahren 1754/55 entwickelte er ein archäologisches Forschungsprojekt, in dem er vorschlug, dass alle geplanten Ausgrabungen gesetzlich geregelt werden sollten. Sein Plan war, dass zuerst in den Herzogtümern Schleswig und Holstein von Ost nach West festgestellt werden sollte, wo sich noch Altertümer befinden. Dieses Verfahren sollte später auch auf das gesamte Heilige Römische Reich übertragen werden. Einen Gönner, der sich für diese Idee begeistern ließ und seine archäologische Pionierarbeit unterstützte, fand er jedoch nicht.
1756 forderte ihn Professor Seidler aus Braunschweig auf, seine Zeichnungen von Gegenständen, die er bei den Grabungen mit Christian Fabricius machte, zu veröffentlichen. Diese Zeichnungen waren so präzise und sorgfältig ausgeführt, dass sie noch heute in archäologischen Standardwerken verwendet werden.
Bis ins hohe Alter beschäftigte sich Camerer mit den Altertümern. So veröffentlichte er noch in den späten 1780er Jahren Schriften darüber. Auch bemerkte er, dass es immer noch illegale und unsachgemäße Ausgrabungen gebe, obwohl es das Gesetz „Danefæ“ gab, das vorschrieb, dass alle Fundstücke aus Metall, insbesondere aus Gold und Silber, dem König bzw. dem Staat auszuhändigen sind. Die Gräber und Fundstätten wurden zerstört und die Fundstücke über Holland immer noch ins Ausland geschafft. Teilweise wurden andere Fundstücke einfach weggeworfen oder mit nach Hause genommen und achtlos in die Ecke gestellt, weil sie für den Finder keinen Wert darstellten. Camerer schlug deshalb vor, dass die königliche Kunstkammer in Kopenhagen diese und andere Sammlungen aufkaufen solle, um sie für die Nachwelt zu sichern. Gleichzeitig sollte so die Kunstkammer mit einem eigenen Museum für Altertümer erweitert werden. Doch erst 1807 wurde mit dem Bau des Dänischen Nationalmuseums begonnen, die alte Kunstkammer 1821 aufgelöst und die Sammlung neu geordnet.

## Wirken als Heimatforscher
Trotz der Militärausbildung galt er als ein feinsinniger, hochgebildeter und sensibler Mensch, der von 1752 bis 1755 im Raum Schleswig und von 1756 bis 1761 in Uetersen stationiert war. Seine reichlich bemessene Freizeit nutzte er zu umfangreichen historischen und zeitgenössischen Studien zunächst in Schleswig. Dort schrieb er seine Studien als „auswertiger Betrachter“ über Land und Leute in Briefform auf, die später im Buch Sechs Schreiben von einigen Merkwürdigkeiten der Holsteinischen Gegenden (1756) erschienen. 1756 wurde er in Uetersen in der Nähe des Klosters stationiert und machte auch dort als „auswertiger“ Studien über Land und Leute in der Region Holstein. Ein besonderes Augenmerk hatte Camerer auf das Kloster und den damaligen Flecken Uetersen, dem er 271 Seiten seines später erscheinenden, 872 Seiten starken Buch Vermischte historisch-politische Nachrichten in Briefen von einigen merkwürdigen Gegenden der Herzogthümer Schleßwig und Hollstein, ihrer natürlichen Geschichte und andern seltenen Alterthümern widmete. Beide Bücher gelten heute als erste umfassende Darstellung, die sich mit den Landesteilen, der Kultur, Flora und Fauna sowie den Bewohnern des heutigen Schleswig-Holsteins befasst.
Erst nach 135 Jahren erschien mit dem Buch Schleswig-Holstein meerumschlungen in Wort und Bild von Hippolyt Haas, Hermann Krumm und Fritz Stoltenberg, eine weitere umfassende Darstellung der Kultur und der Geschichte des Landes, die mit zahlreichen Abbildungen versehen war.

## Schriften (Auswahl)
- Octavia ein Trauerspiel. Mit einigen Uebersetzungen einiger Gedanken des Herrn von Voltaire über die Schauspiele. Johann Christoph Meißner, Wolfenbüttel 1748, (Digitalisat).
- Die Belohnung der Tugend. An den Herrn Justitz-Rath Ericius. s. n., s. l. n. a. (um 1750).
- Der Vierte glückliche Tag. Besungen im Nahmen der Gesellschaft. s. n., s. l. 1751.
- Die Heucheley. Boßigel, Göttingen 1751.[3]
- Reden. Boßigel, Göttingen 1751, (Digitalisat).
- als Übersetzer: Montesquieu: Der Tempel zu Gnidus. In gebundener Rede übersetzt. Grund und Holle, Hamburg u. a. 1751, (Digitalisat).
- als Herausgeber: Geschmack und Sitten. Eine Wochenschrift. Boßigel, Göttingen 1752–1753, ZDB-ID 350997-7.
- Das Glück der schönen Wissenschaften in Norden. Ein Vorspiel. Boßigel, Göttingen 1753.
- Das Allerneueste Heldengedicht benahmset Die Hexe zu Endor. Calicut (i. e.: Göttingen), s. n. 1753.
- Schreiben an eine vornehme Standesperson, in Absicht einiger Merkwürdigkeiten der holsteinischen Gegenden. Johann Christoph Meißner, Wolfenbüttel 1755, (Digitalisat).
- Gedanken vom Duelle. Johann Christoph Meißner, Leipzig u. a. 1756.
- Sechs Schreiben von einigen Merkwürdigkeiten der Holsteinischen Gegenden. Johann Christoph Meißner, Leipzig u. a. 1756, (Digitalisat).
- Magazin für den Verstand, den Geschmack und das Herz. David Iversen, Altona 1758–1759, ZDB-ID 525769-4.
- Vermischte historisch-politische Nachrichten in Briefen von einigen merkwürdigen Gegenden der Herzogthümer Schleßwig und Hollstein, ihrer natürlichen Geschichte und andern seltenen Alterthümern. Theil 1–2. Johann Christoph Korte u. a., Flensburg u. a. 1758–1762, (Digitalisat Theil 1; Digitalisat Theil 2).
- Versuch eines vollständigen Registers und Repertorii aller Königlich-Dänischen allerhöchsten Verordnungen, in so weit sie den Militair-Etat angehen. Samt einem Anhange von vielen andern ungedruckten Rescripten, Mandaten, Hochfürstl. Marggräfl. Befehlen, Canzeley- und Commissariat-Schreiben. Joachim Friederich Hansen, Schleswig 1760.
- Briefe an Freunde, aus den Quartieren der Dänischen Armee. David Iversen, Altona u. a. 1762, (Digitalisat).
- Betrachtungen über verschiedene Gegenstände. Michael Christian Bock, Hamburg 1763, (Digitalisat).
- Beyspiele zur Bildung eines Soldaten. Stück 1. Michael Christian Bock, Hamburg 1764.[4]
- Meine Langeweile.[5] Luckander, Hadersleben 1764.
- Nachrichten vom Baltischen Meere. Aus dem Reiche der Gelehrsamkeit, der Sittenlehre, der Haushaltungskunde, der schönen Wissenschaften und Künste, den gemeinen Nutzen zu befördern.[5] Luckander, Hadersleben 1765–1767, ZDB-ID 1418151-4.
- Besondere Nachrichten von den Opfern der Staaten sowohl als auch von den Opfern der Gerechtigkeit dieses Achtzehenten Jahrhunderts; besonders aber von denen in Dännemark in diesem Jahre hingerichteten gewesenen Grafen Struensee und von Brandt. Korte, Pelim (i. e.: Flensburg) 1772, (Digitalisat).
- Etwas über die Grabhügel in den Herzogthümern. In: Schleswig-Holsteinische Provinzialberichte. Jg. 1, Bd. 2, Heft 4, 1787, ZDB-ID 575453-7, S. 444–451.
- Muthmassungen und Gedanken über die Beförderungen des häuslichen Lebens an den Küsten der Herzogthümer Schleswig und Holstein in der Westsee liegenden Inseln. In: Schleswig-Holsteinische Provinzialberichte. Jg. 1, Bd. 2, Heft 5, 1787, S. 599–611.
- Bedenken über die Verkleinerung der grossen Guter. In: Schleswig-Holsteinische Provinzialberichte. Jg. 2, Bd. 2, Heft 5, 1788, S. 168–173.
- Ueber die Einsamlung des Bernsteins an der westlichen Küste des Herzogthums Schleswig; veranlasst durch die Nachricht des Hrn des Past. Wolf im zweiten Jahrg. der Prov. Ber. Heft V. S. 137. In: Schleswig-Holsteinische Provinzialberichte. Jg. 3, Bd. 2, Heft 4, 1789, S. 13–25.
- Ueber den Bernstein an der dänischen und schleswig-holsteinischen Küste; Säze und Folgerungen, Nachweisungen und Fragen von einem Liebhaber dieses Produkts. In: Schleswig-Holsteinische Provinzialberichte. Jg. 3, Bd. 2, Heft 6, 1789, S. 225–228.
- Beitrag zu den neusten Nachrichten vom Bernstein an der schleswig-holsteinischen Westküste; in Beziehung auf die fortgesezten Nachrichten des Herrn P. Wolf, im zweiten diesj. Hefte S. 140. In: Schleswig-Holsteinische Provinzialberichte. Jg. 4, Bd. 2, Heft 4, 1790, S. 225–228.